# Xenocalamus
Xenocalamus es un género de serpientes venenosas de la familia Lamprophiidae. Sus especies se distribuyen por el África subsahariana.

## Especies
Se reconocen las 5 especies siguientes:
- Xenocalamus bicolor Günther, 1868
- Xenocalamus mechowii Peters, 1881
- Xenocalamus michellii Müller, 1911
- Xenocalamus sabiensis Broadley, 1971
- Xenocalamus transvaalensis Methuen, 1919